# Lamina

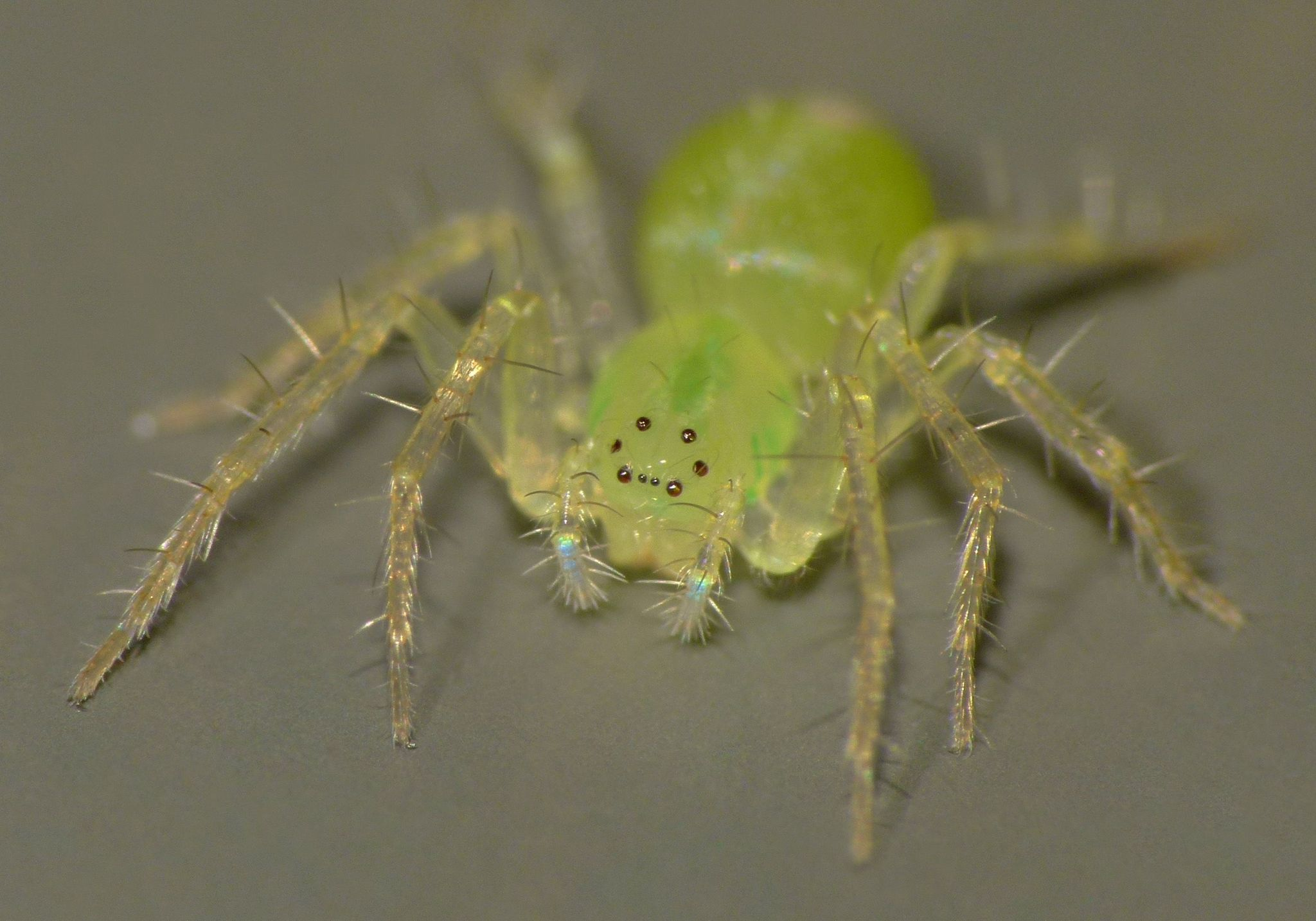

Lamina là một chi nhện trong họ Toxopidae]], được mô tả đầu tiên bởi Raymond Robert Forster năm 1970.

## Các loài
Tính đến  tháng 5 năm 2019 it contains four species, all found in New Zealand:
- Lamina minor Forster, 1970 (type) – New Zealand
- Lamina montana Forster, 1970 – New Zealand
- Lamina parana Forster, 1970 – New Zealand
- Lamina ulva Forster, 1970 – New Zealand